# Matt Talbot
Pour les articles homonymes, voir Talbot (homonymie).
Matt Talbot, né le 2 mai 1856  et mort le 7 juin 1925, est un ouvrier irlandais reconnu vénérable par l'Église catholique. Alcoolique réhabilité après une longue lutte personnelle, il est reconnu vénérable par l'Église catholique pour son courage, sa piété, la charité et la mortification de la chair.
Talbot était ouvrier non qualifié. Bien qu'il ait passé seul la majeure partie de sa vie, Talbot a vécu avec sa mère un certain temps. Sa vie serait passée inaperçue si l'on avait pas découvert cordes et chaînes de mortification sur son corps lorsqu'il mourut inopinément dans une rue de Dublin en 1925.
Les catholiques américains l'ont adopté comme saint patron pour les alcooliques, bien qu'il ne soit pas canonisé.

## Biographie

### Jeunesse et alcoolisme
Matt Talbot est le deuxième d'une famille de douze enfants, de Charles et Elizabeth Talbot, une famille pauvre du quartier de North Strand de Dublin, en Irlande. Il est éduqué par les Frères des Écoles chrétiennes. Son père est un grand buveur, comme la plupart de ses frères. Matt quitte l'école à l'âge de douze ans. Il travaille dans le magasin d'un marchand en vin. Il tombe dans l'alcoolisme très tôt à l'âge de treize ans. Il travaille ensuite comme docker dans des entrepôts de whisky des quais de Dublin. Il devient alcoolique invétéré et fréquente les pubs de la ville avec ses frères et ses amis, y dépensant la quasi-totalité de son salaire et accumulant les dettes. Un jour, il vola même le fiddle d'un musicien de rue pour satisfaire son besoin d'alcool.

### «Prendre l'engagement»
Un soir de 1884, Talbot, qui était sans le sou et endetté, attendait avec son frère Philippe près d'un pub dans l'espoir que quelqu'un l'inviterait à boire un verre. Ensuite, rentrant chez lui, il annonça à sa mère qu'il allait « prendre un engagement » (c'est-à-dire renoncer à boire, faire vœu de tempérance). Il se rendit au Collège de Sainte-Croix de Clonliffe (en) où il prit cet engagement pour trois mois. À la fin des trois mois, il renouvela cet engagement pour six mois, puis pour la vie. Après avoir bu excessivement pendant seize ans, Talbot resta sobre pendant quarante ans de sa vie. Il a trouvé cette force dans la prière, a commencé à assister à la messe quotidienne et lire livres et brochures religieuses. Il remboursa scrupuleusement toutes ses dettes. Après avoir recherché en vain le violoneux dont il avait volé l'instrument, il donna l'argent à l'église pour qu'une messe soit dite pour lui.

### Vie professionnelle
Même durant les pires années de sa vie, Talbot a toujours été un travailleur acharné. Quand il fut embauché à Pembertons dans des entreprises du bâtiment, sa capacité de travail était telle qu'il venait souvent en tête sur la liste des ouvriers. Plus tard, dans l'entreprise Martin, il accepta les emplois les plus difficiles. Il était respectueux de ses patrons, sans être obséquieux. Le 22 septembre 1911, Talbot rejoignit le syndicat général irlandais des transports et des travailleurs (Irish Transport and General Workers Union (en)). Lorsque à Dublin en 1913 il y eut des grèves générales (lockout), les hommes de Martin, y compris Talbot, descendirent dans la rue. Au début, Talbot refusait la grève. Plus tard, il accepta de s'y joindre mais à certaines conditions. Après sa mort, une rumeur fut répandue qu'il avait été un fauteur de grève en 1913, mais tout prouverait le contraire.

### Vie religieuse
Catholique largement indifférent durant sa période de dépendance à l'alcool, Talbot devint plus pieux lorsqu'il prit son engagement de tempérance. Il fut guidé durant la plus grande partie de sa vie par le Dr Michael Hickey, professeur de philosophie au Holy Cross College (Dublin) (en). Dans le cadre d'orientation du Dr Hickey Talbot, la lecture avait beaucoup d'importance. En 1912, il lut le Traité de vraie dévotion à la Sainte Vierge de saint Louis Marie Grignon de Montfort. Le Dr Hickey lui donna aussi une chaîne, pour s'exercer à la pénitence corporelle. Il devint membre du tiers-ordre franciscain en 1890 et était membre de plusieurs autres associations et confréries. Talbot était un homme généreux. Bien que pauvre lui-même, il a donné généreusement aux voisins et collègues, aux institutions charitables et à l'Église. Il mangeait peu. Après la mort de sa mère en 1915, il vécut dans un petit appartement avec un minimum de mobilier. Son lit était une planche, avec un morceau de bois pour oreiller. Il se levait à 5 h tous les jours afin d'aller à la messe avant le travail. Au travail, au moment des pauses, il rejoignait un endroit calme pour prier. Le dimanche, il participait à plusieurs messes. Il marchait rapidement, avec sa tête en bas, se dépêchant d'aller d'une messe à une autre. Sa vie était certes passionnée et rappelle les premiers moines chrétiens d'Irlande, qui croyaient qu'une vie de travail, de sacrifice, de prière et de dévotion (appelé Glasmartre dans l'homélie de Cambrai, en gaélique) les rapprocherait de Dieu.

### Mort
Talbot se rendait à messe le dimanche 7 juin 1925, quand il s'effondra dans la rue et mourut d'insuffisance cardiaque. Sur place, personne ne put l'identifier. Son corps fut transféré à l'hôpital de la rue Jarvis, où il fut déshabillé, ce qui révéla l'ampleur de son austérité. Une chaîne lourde était enroulée autour de sa taille, ainsi que d'autres chaînes autour d'un bras et d'une jambe, et des cordes autour des autres bras et jambes. Le port de chaînes et cordes était moins inhabituel dans les années 1920 qu'au XXIe siècle. Néanmoins, l'histoire de Talbot fut divulguée par le biais de la communauté, et il y eut beaucoup de personnes présentes à ses funérailles et à son enterrement au cimetière de Glasnevin le 11 juin 1925.

### Héritage et vénération
En Irlande, Matt Talbot est rapidement devenu un modèle de vie et un symbole de lutte pour le recouvrement de la sobriété: son exemple encouragea l'Association de l'abstinence totale de Pioneer. Son histoire devint bientôt connue par les communautés d'émigrés irlandais. D'innombrables cliniques de toxicomanie, auberges de jeunesse prirent son nom en Irlande. Des statues furent érigées. Son nom se retrouve au Nebraska, à Varsovie, à Sydney. L'un des principaux ponts de Dublin est également nommé « Matt Talbot » Talbot Memorial Bridge (en). Le pape Jean-Paul II lui a consacré un livre.
Le 6 novembre 1931, l'archevêque de Dublin, Mgr Byrne, a ouvert une première enquête sous serment sur la vie, les vertus et la réputation de sainteté de ce travailleur manuel (ancienne station d'accueil). L'ouverture officielle de l'enquête en vue de sa béatification commença en 1947. Le 3 octobre 1975, le Pape Paul VI déclara Matt Talbot vénérable, ce qui est une étape sur la route de la canonisation, processus qui nécessite la preuve d'un miracle physique afin de réussir. 
Dans la deuxième partie de son autobiographie, L'Histoire d'un rebelle irlandais, Brendan Behan maintient que Talbot était une figure ridiculisée de la classe ouvrière dublinoise, en raison de sa piété. Behan (comme quasi-contemporain) a estimé que la biographie de Talbot a été embellie par la bourgeoisie catholique pour encourager la tempérance dans les classes laborieuses, image qui fut cultivée et est encore présente aujourd'hui dans les publications catholiques.
Les restes mortels de Matt Talbot ont été transférés en 1972 du cimetière de Glasnevin en l'église Notre-Dame de Lourdes de Dublin à Sean McDermott Street. Le tombeau a un panneau de verre qui permet de voir son cercueil.